# 에이셀 시리온
에이셀 시리온은 《실마릴리온》의 지명이다. 벨레리안드 북서쪽에 위치하여 보석전쟁 당시 격전지로 널리 알려졌다.
모르고스의 입장에서 놀도르 왕국을 파괴하기 위해 우선 군대가 통과해야 하는 관문이였으므로 대전쟁이 일어날 때마다 수많은 요정과 인간들이 모르고스에 맞서 이곳에서 싸웠고 전사했다. 분노의 전쟁 이전에 결국 함락되었다. 이후 벨레리안드에 잔존하는 악의 거처를 정화하기 위해 수몰된다.